# Институт народног сећања
Институт народног сећања - Комисија скупљања података о злочину против пољског народа (пољ. Instytut Pamięci Narodowej – Komisja Ścigania Zbrodni przeciwko Narodowi Polskiemu; скраћено IPN) је научна институција са истраживачким овлашћењима. Основана је 19. јануара 1999. године на основу закона од 18. децембра 1998. године, са циљем:
- скупљања документе државних органа безбедности од 22. јула 1944. до 31. децембра 1989. године
- вршења истраживања у вези са нацистичким и комунистичким злочинима као и
- вршења образовне делатности.

Тренутно институт има 10 одељења у местима која су седишта апелационих судова. У Варшави Институт народног сећања је смештен у 7 зграда:

## Задаци и главни правци делатности
У задатке института спадају:
- скупљање и управљање документима државних органа безбедности из периода од 22. јула 1944. до 31. децембра 1989. године (Биро за приступ и архивирање докумената - Biuro Udostępniania i Archiwizacji Dokumentów)
- скупљање података о нацистичким и комунистичким масакрима (Главна комисија скупљања података о масакру против пољског народа - Główna Komisja Ścigania Zbrodni przeciwko Narodowi Polskiemu)
- вршење образовне делатн ости (Биро јавног образовања - Biuro Edukacji Publicznej).

Предмети истраживања института су између осталог:
- злочини извршени преко цивилног и војног апарата Трећег рајха на простору окупиране Пољске, депортације у концентрационе логоре
- депортација војника Армије Крајове и осталих организација које су се бориле за независност, као и становника из источних делова предратне Пољске у СССР
- пацификација пољске територије између Висле и Буга између 1944. и 1947. године од стране јединица НКВДа;

## Структура

### Колегијум института
колегијум Института народног сећања од 13. септембра 2007. године:
- Анджеј Хојновски (пољ. Andrzej Chojnowski) – вођа
- Анджеј Пачковски (пољ. Andrzej Paczkowski) – заменик вође
- Јан Драус (пољ. Jan Draus) – заменик вође
- Славомир Радоњ (пољ. Sławomir Radoń)
- Мјечислав Риба (пољ. Mieczysław Ryba)
- Јацек Њемира (пољ. Jacek Niemira)
- Богуслав Полак (пољ. Bogusław Polak)
- Анджеј Гвјазда (пољ. Andrzej Gwiazda) - од маја 2007.
- Теофил Војћеховски (пољ. Teofil Wojciechowski) - од јуна 2007.
- Анджеј Урбањски (пољ. Andrzej Urbański) - од 4. септембра2007.
- Барбара Федишак-Рађејовска (пољ. Barbara Fedyszak-Radziejowska) - од 4. септембра2007.

### Председник
Институт народног сећања води Председник који бира Сејм, уз сагласност Сената на основу поднеска колегијума института.
Председници института:
- Леон Кјерес (пољ. Leon Kieres; од 30. јуна 2000. до 30. јуна 2005)
- без председника од 1. јула 2005. до 29. децембра 2005. - обавезе председника је вршио претходни председник Леон Кјерес
- Јануш Куртика (пољ. Janusz Kurtyka; од 29. децембра 2005 — 10. априла 2010)
- Францисзек Грициек (пољ. Franciszek Gryciuk; од 10. јуна 2010. до 28. јуна 2011)
- Łукасз Камински (пољ. Łukasz Kamiński; од 28. јуна 2011. до 22. јула 2016)
- Јарослав Сзарек (пољ. Jarosław Szarek; од 22. јула 2016 до 23. јула 2021)
- Карол Навроцки (пољ. Karol Nawrocki; од 23. јула 2021)

## Критике и контроверзе
За време своје делатности, историчари Института народног сећања су постали предмет критике, како особа које подржавају испитивање материјала Службе безбедности и лустрацију, тако и оних кои се томе противе. Главне оптужбе које су износили критичари су: некритично прихватање материјала Службе безбедности као историјског извора, делатност која има политички циљ и жеља за личну промоцију дела историчара запослених у институту.